# Dendrolobium polyneurum
Dendrolobium polyneurum là một loài thực vật có hoa trong họ Đậu. Loài này được (S.T.Blake) Ohashi miêu tả khoa học đầu tiên.